# Менбариев, Абдул Джелаль Хайрулла
Абду́л Джела́ль Хайрулла́ Менбари́ев (крымскотат. Abdulcelâl Hayrulla Meñbariyev, Абдулджеляль Хайрулла Менъбариев) (1902, Мамбет-Аджи-Вакуф — 1960). Председатель ЦИК Крымской АССР (1937—1938). Председатель Президиума Верховного Совета Крымской АССР (1938—1944). Депутат Верховного Совета СССР I созыва в Совете Национальностей. Депутат Верховного Совета РСФСР I созыва.

## Биография
Родился в 1902 году в деревне Мамбет-Аджи Феодосийского уезда Таврической губернии.
Член ВКП(б) с 1927 года.
Работал наркомом образования Крымской АССР и заведующим отделом учебной литературы. Организовал перевод, комплектование учебников на крымскотатарском языке. В этом был усмотрен национал-уклонизм, поэтому он был снят с должности.
9 сентября 1937 года, на следующий день после ареста Тархана, назначается на должность Председателя Центрального исполнительного комитета Крымской АССР.
12 декабря 1937 становится депутатом Верховного Совета СССР I созыва в Совете Национальностей.
C 26 июня 1938 года в составе 15 делегатов от Крымской АССР в Верховном Совете РСФСР I-го созыва.
21 июля 1938 года избирается в депутаты Верховного Совета Крымской АССР от Бахчисарайского района и становится Председателем Президиума Верховного Совета Крымской АССР.
Вскоре после начала Великой Отечественной войны ценные партийные работники и всё руководство Крымской АССР перевозятся на Кавказ, Менбариев эвакуирует свою семью в глубокий тыл в Узбекистан.
Несмотря на отсутствие в Крыму в период немецкой оккупации был представлен к медали «Партизану Отечественной войны» II степени.
13 апреля 1944 года освобождена столица Крымской АССР — город Симферополь. На следующие сутки сюда прибывает Менбариев.
17 мая 1944 года в 5 часов вечера в кабинет первого секретаря Крымского обкома партии были вызваны Менбариев и Председатель Совнаркома И. С. Сейфулаев, где им было зачитано секретное Постановление ГКО СССР от 11 мая 1944 года № 5859сс. Б. З. Кобулов потребовал, чтобы руководство республики и партактив показали пример дисциплины при депортации.
На следующий день, 18 мая 1944 года Председатель Президиума Верховного Совета Крымской АССР А. Х. Менбариев был депортирован из Крыма, как и все крымские татары.
Его обязанности стала исполнять его заместитель Н. И. Сачёва.
На просьбу инициативной группы национального движения крымских татар посодействовать в возвращении народа на Родину, снятии с него лживых и несправедливых обвинений, в восстановлении государственности, имеющий связи с влиятельными людьми в КПСС Абдул Менбариев выразил отказ.
Умер в 1960 году.